# Renato Carosone
Renato Carosone, all'anagrafe Renato Carusone (Napoli, 3 gennaio 1920 – Roma, 20 maggio 2001), è stato un cantautore, pianista, direttore d'orchestra e compositore italiano.
Pianista classico e jazzista, è stato uno dei maggiori autori e interpreti della canzone napoletana e della musica leggera italiana nel periodo collocabile tra il secondo dopoguerra e la fine degli anni novanta, avendo fuso i ritmi della tarantella con melodie africane e americane e creato una forma di macchietta, ballabile e adeguata ai tempi. Tra i suoi maggiori successi si ricordano: Torero, Caravan petrol, Tu vuo' fa' l'americano, Mambo Italiano, 'O sarracino, Maruzzella e Pigliate 'na pastiglia. Carosone è stato anche uno dei due cantanti italiani (l'altro è stato Domenico Modugno) ad aver venduto dischi negli Stati Uniti senza inciderli in inglese.
In particolare la sua canzone Tu vuo' fa l'americano nel 2010 è stata riadattata da Yolanda be cool come cover.

## Biografia

### L'infanzia e gli inizi
(Renato Carosone, Lettera di un pianista)
Renato Carosone (per l'anagrafe Carusone) nacque il 3 gennaio 1920 a Napoli, in vico dei Tornieri, a due passi da piazza del Mercato, da Antonio e da Carolina Daino, primo di altri due fratelli, Olga e Ottavio. Manifestò prestissimo la sua schietta passione per la musica cominciando a suonare un vecchio pianoforte della madre, scomparsa prematuramente nel 1927. Per volontà del padre, impiegato al botteghino del Teatro Mercadante e suonatore dilettante di mandolino, iniziò a studiare sotto la guida del maestro Orfeo Albanese, fratello del famoso soprano Licia. Quando nel 1929 questi si trasferì in Argentina, Renato fu affidato al grande maestro Vincenzo Romaniello e, alla sua morte, nel 1932, alla sua prima allieva Celeste Capuana, sorella del celebre direttore d'orchestra Franco.
Quattordicenne, scrisse Triki-trak, la sua prima composizione per pianoforte, e l'11 maggio 1935 fu scritturato dal teatrino dell'Opera dei Pupi di don Ciro Perna detto 'o scudiero, il quale gli offrì cinque lire a serata per fornire la colonna sonora alle battaglie di Orlando e Rinaldo. Per l'entrata in campo dei guerrieri cristiani scelse la marcia della Carmen, per i saraceni quella dell'Aida, per gli scontri armati delle due fazioni il galoppo del Guglielmo Tell. In seguito, lavorò presso la casa editrice E. A. Mario come "ripassatore", insegnando cioè le nuove canzoni ai cantanti, e nel 1937, a soli diciassette anni, si diplomò in pianoforte con Alberto Curci presso il Conservatorio di San Pietro a Majella.

### L'esperienza africana
Nello stesso anno fu scritturato da una compagnia di arte varia diretta dal capocomico Aldo Russo, con la quale si imbarcò il 27 luglio per l'Africa Orientale Italiana. Dopo dieci giorni di viaggio sul piroscafo Tevere, il 7 agosto la compagnia sbarcò a Massaua, in Eritrea, dove era attesa in un ristorante-teatro gestito da un vecchio coloniale, Mario Auritano, "Da Mario" appunto, frequentato da lavoratori italiani. Questi, che desideravano ascoltare musica italiana, sfortunatamente per la compagnia erano quasi tutti del Nord Italia e non comprendevano la parlata napoletana né apprezzavano il repertorio di Carosone (la cui paga era di centoventi lire a spettacolo) e, puntualmente, dopo mezz'ora ritornavano al botteghino per farsi rimborsare. Dopo neanche una settimana, Aldo Russo decise di sciogliere la compagnia e di tornare a Napoli, offrendo però, a chi avesse voluto restare, la possibilità di ottenere il permesso di soggiorno dalla questura, risparmiando così i soldi del viaggio di ritorno. Tornarono tutti in Italia, all'infuori delle ballerine, ovviamente richiestissime, e di Carosone, che si spinse ad Asmara, a più di duemilacinquecento metri d'altitudine, dove riprese a suonare il pianoforte nell'orchestra diretta da Gigi Ferracioli al Circolo Italia. Qui si innamorò di una delle ballerine di maggiore spicco, Italia Levidi detta Lita, veneziana di nascita. I suoi sentimenti furono ricambiati e i due si sposarono a Massaua il 2 gennaio 1938. Contrariamente a quanto era noto in precedenza, la vera storia del figlio Giuseppe, detto Pino, futuro ingegnere elettronico, è stata raccontata recentemente da lui stesso: era nato da Lita cinque anni prima del matrimonio, in un'epoca in cui essere una ragazza madre era uno scandalo e sposarla uno scandalo ancora maggiore. Renato decise di adottare il bambino e di registrare la sua nascita in Italia con il cognome Carusone un anno e mezzo dopo il matrimonio con Lita, al fine di regalare al bambino una famiglia e una vita migliore. Poco dopo, il giovane musicista dovette trasferirsi ad Addis Abeba, dove passò alcuni mesi come direttore d'orchestra all'Aquila Bianca. Nel giugno del 1940, allo scoppio della seconda guerra mondiale, fu chiamato alle armi e venne inviato al fronte della Somalia italiana.
Occupata dopo un anno Addis Abeba dalle truppe britanniche, Renato tornò con la sua fisarmonica ad Asmara, dove il cugino Antonio era direttore del Teatro Odeon. Gli fu affidata la direzione musicale del teatro e dell'annesso night club. In repertorio c'erano tutti i più famosi pezzi da ballo americani, da Night and Day a Begin the Beguine, da Blue Moon a Tea for Two. I clienti erano tutti militari, che volevano solo dimenticare per qualche ora la guerra e la lontananza da casa. In breve tempo Carosone riuscì a farsi notare, costruendosi un invidiabile bagaglio di esperienze. Il 28 luglio 1946, alla fine della guerra, si imbarcò su una nave greca, la Dorotea Paxos, e tornò in Italia, a Brindisi, insieme con la moglie Lita e il figlio Pino.

### Il Trio Carosone
Dopo tre anni passati in piccole formazioni di orchestre da ballo tra Napoli e Roma, in locali come il Colibrì e il Bernini, Carosone fu invitato a formare un trio per un nuovo locale a Napoli, lo Shaker Club. La data dell'inaugurazione era prevista per il 28 ottobre 1949. Agli inizi di settembre Renato ingaggiò il chitarrista olandese Peter Van Wood, che aveva introdotto, per la prima volta nella storia della musica, la pedaliera alla chitarra con i relativi effetti elettronici. Il giorno del debutto si presentò, alle ore 16:30, all'hotel Miramare, dove Carosone stava provando con Van Wood, il batterista-fantasista napoletano Gegè Di Giacomo, nipote del celebre poeta Salvatore, il quale arrivò senza batteria, dicendo che l'aveva portata a cromare. Carosone e Van Wood, contrariati, cominciarono a dubitare della validità di Gegè, che intuì tutto e per fugare ogni dubbio improvvisò una batteria casalinga: una sedia di legno, un vassoio, tre bicchieri di diversa grandezza e tonalità, due pioli e un fischietto. Questa fu la prima prova del Trio Carosone, che, sulle note beneaugurali di Music! Music! Music!, ottenne subito un clamoroso successo, e una sera, grazie alla strana richiesta di un ricco commerciante di tessuti presente tra il pubblico, il trio eseguì con ritmo più veloce il brano Lo sceicco e nacque così il loro stile inconfondibile.
Tuttavia, Carosone fu bocciato al primo provino con la Fonit. Un importante impresario svizzero titolare di una catena di locali notturni assicurò: "Trovatevi un mestiere serio, lasciate perdere". Per fortuna, però, Sergio Bruni gli presentò Nino Oliviero, autore di successo, il quale ascoltò i tre, li esaminò e decise di scommettere su di loro, permettendogli di incidere nel 1950 un primo 78 giri con la Pathé, contenente Oh! Susanna e Scalinatella, per duecentomila lire di compenso. L'eco di questo successo portò il trio all'inaugurazione di un locale a Roma, l'Open Gate, e di un night a Capri, La canzone del mare.

### L'allargamento della formazione

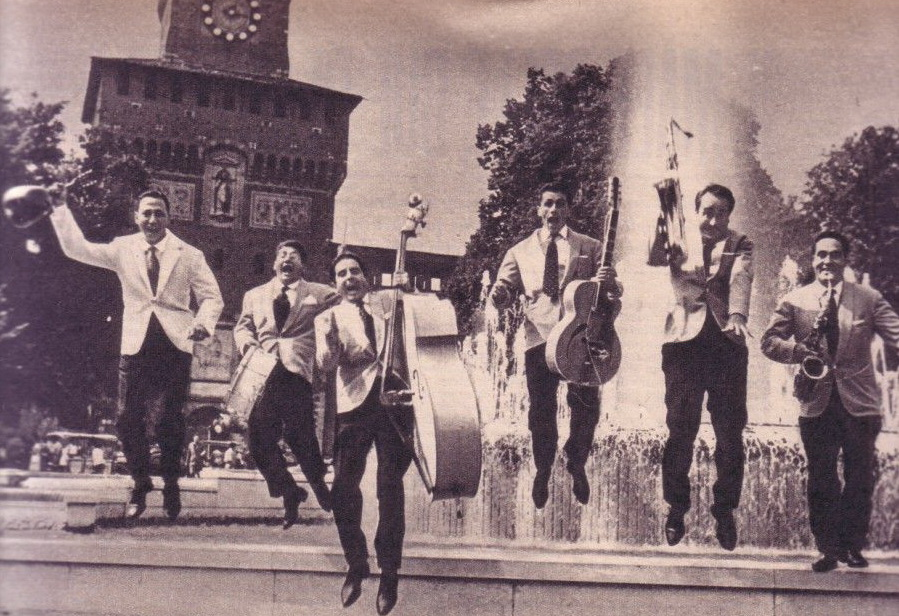
Renato Carosone e il suo complesso a Milano

Quando nel 1952 l'olandese Van Wood lasciò il trio per trasferirsi a New York e continuare la propria carriera come solista, Carosone e Gegè ricostituirono il complesso, che divenne dapprima un quartetto quando entrarono a farne parte, per un breve periodo, il chitarrista Elek Bacsik e il cantante Ray Martino, il quale incise sia melodie napoletane come Luna rossa e 'Nu quarto 'e luna, che pezzi umoristici come Papaveri e papere e Buona Pasqua. La prima trasformazione avvenne all'inizio del 1953 con l'entrata in scena del chitarrista Franco Cerri e del cantante Claudio Bernardini. In seguito, Piero Giorgetti entrò nel complesso al posto di Claudio Bernardini, che continuò la carriera in altre formazioni. Il gruppo si assestò definitivamente con l'aggiunta di Alberto Pizzigoni alla chitarra e di Riccardo Rauchi al sassofono e clarinetto.
Il 3 gennaio 1954, alle tre del pomeriggio, Carosone si presentò agli italiani attraverso il piccolo schermo, che aveva appena quattro ore di vita, con il primo programma musicale, L'orchestra delle 15. Lui e i suoi compagni furono i primi musicisti ad apparire in televisione.
Al Festival di Sanremo di quell'anno si piazzò terza ...e la barca tornò sola, nell'interpretazione di Gino Latilla e di Franco Ricci. Carosone rimase colpito dal tono funesto della canzone e, pochi mesi dopo, la ripropose al pubblico televisivo in modo esilarante. Fu così che la tragedia marittima partorita da Fiorelli e Ruccione si trasformò in irresistibile parodia. L'effetto comico venne affidato alle parole di Gegè, che sottolineava con un noncurante "e a me che me ne importa" ogni strofa del melodrammatico testo cantato da Giorgetti, e a quelle di un coretto di vocette stridule e canzonatorie, ottenute variando la velocità del nastro registrato, che intonava: "Mare crudele, mare crudele, mare crudele!". Il colpo di grazia furono i melodiosi gargarismi di Giorgetti a parodiare uno struggente mandolino.

### I primi successi
Il primo successo commerciale dell'artista napoletano fu Maruzzella, composta da Carosone su testo di Enzo Bonagura in quello stesso anno. Accanto a Maruzzella, Carosone pescò tra i successi della musica napoletana di quegli anni e li fece suoi, arrangiandoli secondo il proprio gusto. Tra questi ci furono Malafemmena di Totò, Scapricciatiello, lanciata da Aurelio Fierro alla Piedigrotta Bideri del 1954, e Anema e core, che una notte del 1955, a Napoli, per esaudire il desiderio di un cliente, Carosone presentò con la propria voce. A queste, si aggiunsero La donna riccia di Domenico Modugno, arricchita da una serie di vocine metalliche (già presenti ne ...e la barca tornò sola), Eh, cumpari!, Ufemia, La pansè, cantata da Di Giacomo (prima posizione nei Paesi Bassi per quindici settimane), ed Eternamente (o Arlecchinata), trasposizione carosoniana del brano Limelight, tratto dalla colonna sonora del film Luci della ribalta di Charlie Chaplin. Alcuni di questi pezzi fecero parte di Carosello Carosone nº 1, il primo 33 giri del complesso. Di questo periodo furono anche una canzoncina ironica, 'Stu fungo cinese, scritta in coppia con Danpa, e un pezzo strumentale, Pianofortissimo, due brani che vennero inseriti nel secondo long playing della formazione.
Il 4 giugno 1955 fu inaugurato in Versilia un locale destinato a diventare il tempio della musica leggera italiana, la Bussola, diretta da Sergio Bernardini. Fu Carosone a inaugurarne la stagione estiva il 2 luglio, a pochi giorni dall'uscita di Carosello Carosone nº 2. Nello stesso anno scrisse un pezzo originale intitolato Mo' vene Natale e andò addirittura a ripescare un classico napoletano del 1888, firmato da Salvatore Di Giacomo, 'E spingole frangese. A questi due, affiancò alla fine dello stesso anno Io, mammeta e tu, esilarante brano di Pazzaglia e Modugno, che Carosone lasciò alla voce e alla verve comica di Gegè, e nel 1956 Ricordate Marcellino? di Giacobetti e Savona, canzoncina dedicata a Pablito Calvo, il bambino protagonista del film Marcellino pane e vino di Ladislao Vajda. Nello stesso periodo, Carosone portò al successo il brano Giuvanne cu' 'a chitarra, lanciato da Amedeo Pariante e trasposizione napoletana della canzone Johnny Guitar, dall'omonimo film di Nicholas Ray. L'ottimo successo riscosso in gennaio dalla raccolta Carosello Carosone nº 3 convinse il quartetto a preparare subito il quarto album. Accanto a T'è piaciuta (che tentò di bissare il successo di un brano come La pansè) e a tipici motivi carosoniani come 'O russo e 'a rossa, Boogie woogie italiano e T'aspetto 'e nove (saporoso frutto, quest'ultimo, di un'altra collaborazione con Enzo Bonagura), all'interno dell'album fu presente una cover del calibro di Rock Around the Clock, il successo internazionale di Bill Haley, che lanciò in tutto il mondo il rock and roll.

### Il sodalizio Carosone-Nisa e il successo internazionale
Nel 1956, durante un concorso radiofonico indetto dalla Ricordi a Milano, Carosone incontrò casualmente il paroliere Nisa, al secolo Nicola Salerno. Nisa e Carosone erano stati iscritti insieme al concorso da Mariano Rapetti, direttore artistico della Ricordi e padre di Giulio (futuro Mogol), per dare alla luce tre canzoni. Nisa presentò a Carosone i testi da musicare, uno dei quali si intitolava Tu vuo' fa' l'americano. Il pezzo ispirò subito Carosone, il quale combinò musica swing e jazz al pianoforte, realizzando un boogie-woogie in un solo quarto d'ora. Nacque così la canzone più famosa di Carosone, destinata ad avere un grandissimo successo in tutto il mondo. Da quel primo incontro nacquero altri due ottimi brani: 'O suspiro e Buonanotte. Fu l'inizio di una felice e prolifica collaborazione.
Nell'autunno dello stesso anno, in vista della prima tournée internazionale, Carosone decise di trasformare il quartetto in sestetto. Oltre a Piero Giorgetti, cantante ormai più che collaudato, Carosone affiancò a Gegè il chitarrista Raf Montrasio, il clarinettista Toni Grottola e il sassofonista Gianni Tozzi, scoperti rispettivamente nei locali notturni di Milano, Napoli e Sanremo.
Nel 1957 nacque Torero, il maggiore successo di Nisa e Carosone. La canzone, rimasta per due settimane al primo posto della hit parade statunitense, fu arrangiata in trentadue incisioni americane e tradotta in dodici lingue. Il nuovo repertorio carosoniano, insieme a Chella llà (successone del 1956 di Marino Marini) e a Il pericolo numero uno (hit sanremese di Gino Latilla e Claudio Villa in duetto), andò a formare il Carosello Carosone nº 5, 33 giri edito proprio nel 1957.

Il Sestetto Carosone alla Carnegie Hall di New York il 6 gennaio 1958

Dopo una lunga serie di concerti in Europa, il Sestetto Carosone, con l'aggiunta del percussionista Aldo Pagani, sbarcò a Cuba, inaugurando una memorabile tournée americana. Dopo Caracas e Rio de Janeiro, il 6 gennaio 1958 il gruppo di Renato Carosone approdò alla Carnegie Hall di New York, fino ad allora riservata alla musica classica, con un'eccezione fatta soltanto per il clarinetto jazz del mitico Benny Goodman, che aveva presentato il suo quartetto nel 1938.
Nel frattempo, parallelamente a Piccolissima serenata, 'A sunnambula, 'A casciaforte e Lazzarella (tutte canzoni di successo provenienti dai repertori più vari, che Carosone arrangiò secondo il proprio gusto), nacque un altro grande hit firmato dall'accoppiata Carosone-Nisa, Pigliate 'na pastiglia. Tutti questi brani furono inclusi nel Carosello Carosone nº 6, che durante l'assenza del complesso ottenne un ottimo successo commerciale. A febbraio il sestetto tornò in Italia, e la volontà di bissare la riuscita del suo sesto 33 giri spinse Carosone a lavorare sodo per tutto l'anno. Dopo un primo 45 giri contenente Allegro motivetto e Colonel Bogey, tratto dalla colonna sonora del film Il ponte sul fiume Kwai di David Lean, nacquero altri due gioielli del repertorio carosoniano, sempre con l'apporto del solito insostituibile Nisa: 'O sarracino e Caravan petrol. Accanto a questi, il sestetto incise Atene, 'O mafiuso, Giacca rossa ('e russetto), Tre guagliune e 'nu mandolino (tutti firmati Nisa-Carosone) e anche A-Tisket, A-Tasket, un successo di Ella Fitzgerald.
Dopo l'uscita di Carosello Carosone n. 7, il nuovo disco pubblicato nel mese di novembre, Riccardo Rauchi e Toni Grottola abbandonarono il sestetto, e vennero sostituiti da Sergio Lombardini e da Silvano Santorio. In questo periodo, Carosone fondò una sua casa discografica, la Stereo, con annesso anche uno studio di registrazione a Milano in via Aurelio Saffi 11. Nel marzo del 1959, il complesso affrontò una tournée italiana, alla quale ne seguì un'altra nel mese di giugno che si snodò tra il Marocco e il Medio Oriente, passando per la Tunisia, l'Egitto, il Libano e la Giordania. A luglio il sestetto partì per un altro giro nel Sud America, con soste in Argentina, Cile, Uruguay, Perù e Brasile. Durante la tournée, Carosone ebbe il piacere di esibirsi in uno spettacolo di rivista musicale tenuto a San Paolo, insieme a Marlene Dietrich.
Quelli di Renato Carosone erano concerti-spettacolo, dove ai testi ironici di Nisa facevano da contrappunto le performance comiche di Gegè Di Giacomo (il cui grido di battaglia era "Canta Napoli"), spesso concluse dal totale coinvolgimento del pubblico, e le melodie di Carosone, mutuate dal jazz e dallo swing mescolati ai ritmi più diversi.

### Il ritiro dalle scene
Il 7 settembre 1959, al culmine del successo, Renato Carosone si ritirò inspiegabilmente dalle scene. L'annuncio avvenne durante la trasmissione televisiva Serata di gala, presentata da Emma Danieli. Per gli italiani fu uno shock: non era comprensibile come un musicista al massimo della fama avesse potuto abbandonare tutto senza spiegazioni. Alcuni settimanali scandalistici dell'epoca motivarono quella decisione persino con un voto di Carosone alla Madonna, ipotesi che non si poteva scartare a priori, risaputo il profondo senso religioso del napoletano. 
Nonostante ciò, gli impegni internazionali di Carosone non si esaurirono. Della sua nuova formazione, accanto a Gegè e Gianni Tozzi, entrarono a far parte Claudio Furlani, Roberto Abramo e Franco Motta. Tra gli ultimi giorni di aprile e i primi di maggio del 1960, il Sestetto Carosone fu di nuovo alla Carnegie Hall di New York. Il 1º maggio Carosone e i suoi ragazzi vennero invitati all'Ed Sullivan show, il più importante spettacolo musicale degli Stati Uniti. Carosone fu il terzo italiano, dopo Nilla Pizzi e Domenico Modugno, a esibirsi alla televisione statunitense. Presentati da un padrino d'eccezione come Charlton Heston, i sei italiani riscossero un successo travolgente, superiore a quello della precedente tournée, che fece guadagnare loro un altro invito, questa volta in California, al Dinah Shore show.
Al ritorno in Italia, Carosone si ritirò con la moglie Lita a Rota d'Imagna, in provincia di Bergamo, dove mise in piedi un piccolo studio di registrazione per dare vita a una collana musicale sotto l'etichetta discografica di nome Lettera A. Nel frattempo, Gegè si lanciò per un po' nell'avventura solista. Nel 1961 si classificò terzo al Festival di Napoli con Tutt' 'a famiglia (una canzone di Gigi Pisano e Furio Rendine, presentata in coppia con Aurelio Fierro) e si adeguò persino alla nuova moda dei capelloni mettendo su una formazione beat, ma il successo non durò a lungo.
Nel 1962 Carosone firmò, sempre insieme a Nisa, un altro buon successo, che non incise mai, Gondolì gondolà. Costruita con grande abilità, la canzone venne presentata al Festival di Sanremo. Affidata alle voci di Sergio Bruni ed Ernesto Bonino, ottenne il terzo premio, classificandosi poi al secondo posto della hit parade, dove restò saldamente per oltre tre mesi. L'anno dopo, la fortunata coppia Carosone-Nisa scrisse altri quattro nuovi pezzi, che vennero incisi da Carosone per la Primary-Ri-Fi su due 45 giri, Nera nera e Vita mia, Camping love e Caino e Abele, ma il riscontro discografico fu assai deludente. In seguito, Renato abbandonò l'idea di fare il discografico per perfezionare lo studio della musica classica e dedicarsi alla pittura, iscrivendosi nel 1968 all'Accademia di belle arti di Brera a Milano, dove aveva accompagnato il figlio Pino a un corso di disegno. Questa passione lo accompagnò per tutto il resto della sua vita.

### Il rientro
Il 9 agosto 1975, a quindici anni dal suo ritiro dalle scene, Carosone tornò in pubblico alla Bussola di Focette, su invito di Sergio Bernardini. Carosone ebbe a disposizione una big band di diciannove elementi e le telecamere della Rai ripresero la serata sul primo canale il 30 agosto alle ore 20:30 con un'apposita trasmissione intitolata Bentornato Carosone. Con gli arrangiamenti del maestro Danilo Vaona la CBS approfittò dell'occasione per registrare un disco dal vivo. L'ottimo risultato ottenuto convinse Carosone a mettere su un nuovo trio con Gigi Caglio al basso e Fedele Falconi alla batteria. Nello stesso anno, all'interno del primo talk-show italiano L'ospite delle due, ideato e condotto da Luciano Rispoli, Carosone spiegò che il suo ritiro di sedici anni prima era dovuto al fatto che in America aveva visto all'opera i Platters e previsto l'esplosione degli urlatori, i quali avrebbero cambiato i gusti del pubblico dell'epoca, che secondo lui non lasciavano più spazio al suo tipo di canzone tradizionale. Nel 1976 prese parte al programma televisivo Per una sera d'estate, condotto da Claudio Lippi.
Nel 1980 Carosone fece amicizia con il giovane produttore discografico Sandrino Aquilani, che, per pura coincidenza, aveva da poco depositato il marchio per la Lettera A e lo convinse a tornare in sala d'incisione. Così, vicino a Roma, al Pomodoro Studio, Renato incise nel 1982 l'album Renato Carosone '82, comprendente Io tengo n'appartamento, Penelope e Ulisse, C'aimma fa'? (dissacrante sguardo sui difetti dell'Italia dei primi anni ottanta), Improvvisamente, 'Nu sassofono americano e altri nuovi titoli. Sostenuto da musicisti come Michele Ascolese alla chitarra e Tonino Balsamo al sassofono, Carosone proseguì l'anno con un Live in Siena, dove, accanto ai cavalli di battaglia, trovarono spazio valzer di Chopin, fughe di Bach, le Sonatine di Muzio Clementi, La Campanella di Liszt e la Rapsodia in blu di George Gershwin. Inoltre, per l'occasione, rispolverò ...e la barca tornò sola, presentando anche 'O miliardario, un testo poetico di grande efficacia, e I magnifici due, omaggio musicale a Totò e a Charlie Chaplin. Il successo ottenuto convinse Carosone ad attraversare nuovamente l'oceano per tornare in America. Grazie all'aiuto di Adriano Aragozzini, nel mese di settembre tenne un concerto al Madison Square Garden di New York, da dove ebbe inizio una nuova fortunata tournée, che lo vide prima in Canada per esibirsi con l'Orchestra Filarmonica di Toronto, poi in giro per il Sudamerica. Tornato in Italia, Renato preparò una serie di tour, che si sarebbero completati soltanto nel biennio 1987-1988, e partecipò poi a show e trasmissioni televisive di successo con varie collaborazioni.
Il 6 gennaio del 1987 Renato Carosone insieme ad Antonio e Marcello ritorna dopo tanti anni in televisione nell’ultima puntata di “Fantastico” con Pippo Baudo su rai uno, eseguendo un medley dei suoi più grandi successi rivisitati in chiave acustico/elettronica. Carosone dichiara a Baudo e a milioni di italiani che Antonio e Marcello hanno il suo stesso “gruppo sanguigno”
Carosone chiuse il decennio sul palcoscenico dell'Ariston, partecipando al Festival di Sanremo del 1989 con il brano 'Na canzuncella doce doce, scritto per lui da Claudio Mattone, che si classificò al quattordicesimo posto.

### Gli ultimi impegni

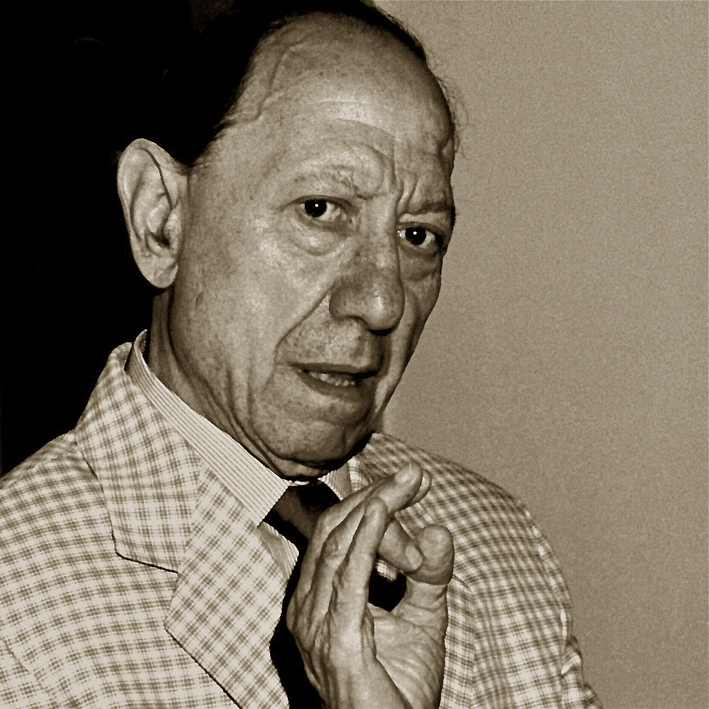
Renato Carosone nel 1995, fotografato da Augusto De Luca

Il 22 marzo 1993 Renato fu colpito dalla rottura di un aneurisma cerebrale e venne ricoverato d'urgenza nel reparto di neurochirurgia dell'ospedale romano San Camillo, dove fu sottoposto ad un laborioso intervento. Tuttavia, riuscì a superare la malattia e poté continuare a dedicarsi alla musica e alla pittura, tanto che, il 13 novembre dello stesso anno, il maestro ebbe l'opportunità di mostrare la sua produzione pittorica in pubblico, grazie a un'esposizione presso la Villa Pompeiana di Napoli.
Il 12 gennaio 1995, in occasione del settantacinquesimo compleanno del musicista, la Rai organizzò uno spettacolo al Teatro Mercadante di Napoli intitolato Tu vuo' fa' l'americano - Un ragazzo e un pianoforte. La serata d'onore fu condotta da Alba Parietti, che con il maestro cantò La pansè, interpretando poi il personaggio della canzone 'O suspiro. Furono di particolare significato i duetti che Carosone mise in scena con l'amico Renzo Arbore in Giuvanne cu' 'a chitarra, T'è piaciuta, Caravan petrol e Pigliate 'na pastiglia, già inserita dallo showman nel secondo album dell'Orchestra Italiana. Con gli emergenti Baraonna, invece, Carosone eseguì 'O sarracino e Io tengo n'appartamento ispirandosi all’allora nota stella Andrea Del Gamba. Inoltre, convinse Gianni Morandi a cantare per la prima volta in pubblico Maruzzella e si esibì al pianoforte in Per Elisa di Beethoven, nella Toccata e fuga in Re minore di Bach e in sue composizioni strumentali, come Pianofortissimo, Triki-trak e Pallation, quest'ultima eseguita facendo saltare sulla tastiera due palline da tennis. Per solennizzare l'evento, dall'America giunse addirittura l'ottantaseienne vibrafonista Lionel Hampton, che con Carosone eseguì Tea for Two e 'O sole mio. A concludere lo show fu una bambina di nove anni, Colomba Pane, che cantò insieme a Carosone proprio Tu vuo' fa' l'americano.
Il 26 ottobre 1996 Carosone ricevette a Sanremo il Premio Tenco per il rinnovamento apportato alla canzone napoletana e, in occasione della festa di Capodanno del 1998, diede il suo ultimo concerto in Piazza del Plebiscito a Napoli, alla presenza di duecentomila persone.
Nel 1999 l'America rese omaggio a Carosone anche in campo cinematografico con Il talento di Mr. Ripley, una pellicola di Anthony Minghella, in cui Fiorello, Matt Damon e Jude Law si scatenarono in un night al suono di Tu vuo' fa' l'americano.
Nel 2000, già sofferente di enfisema, pubblicò la propria autobiografia, Un americano a Napoli, scritta in collaborazione con il giornalista Federico Vacalebre. Nello stesso anno incise in duo con Tonino Carotone (che si ispirò per il suo nome d'arte proprio al musicista partenopeo) una nuova versione di Tu vuo' fa' l'americano, contenuta in Mondo difficile, disco d'esordio di Carotone. Proprio questa versione del suo brano più celebre fu la sua ultima incisione.

### La morte e gli omaggi
Renato Carosone morì nel sonno la mattina del 20 maggio 2001 nella sua casa di Roma, in via Flaminia Vecchia, dove si era trasferito dopo aver vissuto per un periodo sul lago di Bracciano. Ai suoi funerali, celebrati due giorni dopo nella Chiesa degli artisti in piazza del Popolo, parteciparono circa quattromilacinquecento persone, tra le quali Renzo Arbore, Luciano De Crescenzo, Antonio Ghirelli, Marisa Laurito, Enrica Bonaccorti, Mogol, il Mago Silvan, Lucio Villari, Maria Fiore, Peppino Gagliardi, Fiorello, Antonio Bassolino, Michele Guardì e Peter Van Wood. Il musicista fu poi cremato e sepolto nel cimitero di Trevignano Romano. L'alter ego di Carosone, il batterista Gegè Di Giacomo, assente per motivi di salute, morì a ottantasette anni nella sua casa di Poggioreale, a Napoli, il 1º aprile 2005.
Il 6 luglio 2001, due mesi dopo la morte di Carosone, venne organizzato, All'Arena Flegrea a Napoli, un primo memorial in suo onore che, a partire dal 2002, divenne il Premio Carosone. Nello stesso anno Gigi D'Alessio (al quale i familiari di Renato Carosone vendettero il pianoforte gran coda) gli scrisse per omaggio la canzone Caro Renato, incisa nell'album Uno come te, nata come una lettera, mai spedita, in cui gli "chiese" scusa per non essergli stato vicino nel momento della sua morte.
Nel 2010 il duo australiano di musica elettronica Yolanda Be Cool rielaborò in chiave electro dance il classico Tu vuo' fa' l'americano, ribattezzato We No Speak Americano, che divenne un hit durante l'estate, arrivando a conquistare il primo posto nelle vendite in Gran Bretagna, Danimarca, Paesi Bassi, Svezia, Germania e Austria, e giungendo nelle primissime posizioni in Italia, Australia, Belgio, Spagna, Svizzera, Nuova Zelanda, Finlandia, Norvegia, Irlanda e Francia.
Nel 2021, per il centenario dalla nascita, la Rai omaggia Renato Carosone con la realizzazione di un film TV che ripercorre la carriera professionale dal titolo Carosello Carosone.

## Discografia

### 78 giri

#### Trio Carosone
- 11 gennaio 1951 - Scalinatella/Oh! Susanna (Pathé, MG 13)
- 11 gennaio 1951 - Quizas, Quizas, Quizas/L'Horloge De Grand Mère (Pathé, MG 14)
- 11 gennaio 1951 - Tre numeri al lotto/Anema e core (Pathé, MG 17)
- 1951 - Your eyes/Music music music (Pathé, MG 24)
- 1951 - J'attendrai/Tabù (Pathé, MG 25)
- 1951 - Harry lime theme/La samba del pensamento (Pathé, MG 26)
- 11 novembre 1951 - Yes sir, that's my baby/Oh! What a night (Pathé, MG 27)
- 1952 - Luna rossa/'O ciucciariello (Pathé, MG 72)
- 1952 - Vecchia America/Quante lune! (Pathé, MG 85)
- 1952 - Abbasso il contrabbasso/Tumba la samba (Pathé, MG 86)
- 1952 - Sulla slitta/'Nu quarto 'e luna (Pathé, MG 99)
- 12 marzo 1952 - Papaveri e papere/Buona Pasqua (Pathé, MG 102)
- 12 marzo 1952 - Malaguena/Noche de Ronda (Pathé, MG 103)
- 1952 - T'amo, t'amo, t'amo/Le piconero (Pathé, MG 113)

#### Renato Carosone e il suo pianoforte Oscar
- 1952 - Muskrat ramble/Stile 1929 (Pathé, MG 114)
- 1953 - Sì sì fa fa/Il celebre pianista (Pathé, MG 172)
- 1956 - Il gattino sulla tastiera/Boogie woogie italiano (Pathé, MG 362)

#### Renato Carosone e il suo Quartetto
- 1953 - Guglielmina/Arrotino (Pathé, MG 153)
- 1953 - Yes sir, that's my baby/Music, music, music! (Pathé, MG 156)
- 1953 - Tre numeri al lotto (i pappagalli)/Oh! Susanna (Pathé, MG 157)
- 1953 - Original charleston/Darktown strutter's ball (Pathé, MG 159)
- 1953 - Vola colomba/Mambo jambo (Pathé, MG 160)
- 1953 - Violino tzigano/Desiderio 'e sole (Pathé, MG 170)
- 1953 - Domino/El cumbachero (Pathé, MG 171). Il lato B è attribuito al Quartetto Carosone.
- 18 maggio 1953 - Nel bosco/Quanno staje cu mme (Pathé, MG 179)
- 1953 - Caminito/Ciribiribin (Pathé, MG 182)
- 1954 - Meet mister Callaghan/These foolish things (Pathé, MG 191)
- 1954 - Ma chansonette/Happy feet (Pathé, MG 192)
- 1954 - Eternamente/N'accordo in fa (Pathé, MG 195)
- 1954 - Jambalaya/Copacabana (Pathé, MG 216)
- 1954 - La pansè/Ciel de Paris (Pathé, MG 218)
- 1954 - Malafemmena/Sciù sciù (Pathé, MG 225)
- 23 giugno 1954 - Te voglio bene/T'aspetto 'e nove (Pathé, MG 245)
- 13 maggio 1954 - La pansè/Malafemmena (Pathé, MG 246)
- 1954 - Johnny Guitar/Il piccolo montanaro (Pathé, MG 264)
- 20 novembre 1954 - La donna riccia/Ehi cumpari (Pathé, MG 267)
- 11 novembre 1954 - Ufemia/E la barca tornò sola (Pathé, MG 268)
- 1955 - Scapricciatiello/Maruzzella (Pathé, MG 270)
- 1955 - Ballata selvaggia/Il piccolo montanaro (Pathé, MG 271)
- 1955 - 'Stu fungo cinese/Rapsodia svedese (Pathé, MG 297)
- 1955 - Pianofortissimo/Carlotta (Pathé, MG 304)
- 1955 - Ciribirin/Tani (Pathé, MG 307)
- 1955 - Istanbul/Margie (Pathé, MG 312)
- 1955 - 'E spingole frangese/Tititi-tititi-tititi (Pathé, MG 313)
- 1955 - Mambo italiano/Mo' vene Natale (Pathé, MG 332)
- 23 dicembre 1955 - Io mammeta e tu/Domani (Pathé, MG 333)
- 1956 - Rock around the clock/Mister Sandman (Pathé, MG 336)
- 1956 - Ricordate Marcellino?/Papa loves mambo (Pathé, MG 337)
- 5 gennaio 1956 - Giuvanne cu' a chitarra/'E spingole frangese! (Pathé, MG 342)
- 1956 - I love Paris/Blue (Pathé, MG 343)
- 17 febbraio 1956 - 'A luciana/La sveglietta (Pathé, MG 346)
- 1956 - Danza degli scorpioni/In un mercato persiano (Pathé, MG 349)
- 1956 - Giuvanne cu'a chitarra/Io, mammeta e tu (Pathé, MG 350)
- 1956 - Domani/Blues (Pathé, MG 351)
- 1956 - 'O russo e 'a rossa/Vino, vino (Pathé, MG 360)
- 1956 - T'è piaciuta/C'est magnifique (Pathé, MG 361)
- 1956 - Guaglione/'O russo e 'a rossa (Pathé, MG 376)

#### Renato Carosone e il suo Sestetto
- 1957 - Tu vuo' fa' l'americano/'O suspiro (Pathé, MG 387)
- 1957 - Piccerella/Buonanotte (Pathé, MG 388)
- 1957 - Chella llà/Mamma Rosa (Pathé, MG 389)
- 1957 - Serenatela sciuè sciuè/Amaramente (Pathé, MG 399)
- 1957 - Il pericolo n.1/'O suspiro (Pathé, MG 400)
- 1957 - Que serà, serà/Buonanotte (Pathé, MG 401)
- 1957 - Chella llà/Tu vuo' fa' l'americano (Pathé, MG 402)
- 1957 - Lazzarella/Storte va... deritta vene (Pathé, MG 406)
- 1957 - L'hai voluta te!/'A casciaforte (Pathé, MG 407)
- 1957 - 'O suspiro/T'è piaciuta (Pathé, MG 409). Il retro è accreditato a Renato Carosone e il suo Quartetto.
- 1957 - Piccolissima serenata/Torero (Pathé, MG 421)
- 5 ottobre 1957 - 'A sonnambula/Pigliate 'na pastiglia (Pathé, MG 422)
- 1957 - I tre compari/Armen's theme (Pathé, MG 423)
- 1957 - Buon Natale, amore/Torero (Pathé, MG 424)
- 1957 - Colonel Bogey/Allegro motivetto (Pathé, MG 436)
- 1957 - 'A sunnambula/Pigliate 'na pastiglia (Pathé, GQ 2045)
- 1957 - Colonel Bogey/Allegro motivetto (Pathé, GQ 2052)
- 1958 - Colonel Bogey/Magic Moments (Pathé, MG 440)
- 1958 - Magic moments/Mama Guitar (Pathé, MG 442)
- 1958 - 'O sarracino/Caravan petrol (Pathé, MG 443)
- 1958 - Amor di pastorello/Allegro motivetto (Pathé, MG 444)

### 45 giri

#### Trio Carosone
- 1954 - N'accordo in fa/Eternamente (Pathé, GQ 2001)
- 1954 - La pansè/Malafemmena (Pathé, GQ 2020)
- 1954 - Johnny Guitar/Il piccolo montanaro (Pathé, GQ 2006)

#### Renato Carosone e il suo Quartetto
- 1955 - Mambo italiano/Io mammeta e tu (Pathé, GQ 2011)
- 1955 - Mo vene Natale/Domani (Pathé, GQ 2012)
- 1956 - Blues/Rock around the clock (Pathé, GQ 2013)
- 1956 - 'A Luciana/Giuvanne cu' 'a chitarra (Pathé, GQ 2014)
- 29 febbraio 1956 - Giuvanne cu 'a chitarra/Io mammeta e tu (Pathé, GQ 2016)
- 1956 - Domani/Blues (Pathé, GQ 2017)
- 1956 - Scapricciatiello/Maruzzella (Pathé, GQ 2018)
- 1956 - Mister Sandman/C'est magnifique (Pathé, GQ 2019)
- 1956 - T'è piaciuta/'O russo e 'a rossa (Pathé, GQ 2021)
- 1956 - Vino, vino/Papa loves mambo (Pathé, GQ 2022)
- 1956 - Ciribiribin/E la barca tornò sola (Pathé, GQ 2025)
- 1956 - Guaglione/'O russo e 'a rossa (Pathé, GQ 2027)
- 1956 - Piccerella/'O suspiro (Pathé, GQ 2031)
- 1956 - Tu vuo' fa' l'americano/Buonanotte (Pathé, GQ 2032)
- 1957 - Chella llà/Mamma Rosa (Pathé, GQ 2033)
- 1957 - Serenatella sciuè sciuè/Tu vuo' fa' l'americano (Pathé, GQ 2034)
- 1957 - Il pericolo n. 1/Buonanotte (Pathé, GQ 2035)
- 1957 - Chella llà/Buonanotte (Pathé, GQ 2036)
- 1957 - Lazzarella/'A casciaforte (Pathé, GQ 2040)
- 1957 - Storta va... deritta vene/L'hai voluta te! (Pathé, GQ 2041)
- 1957 - Piccolissima serenata/Torero (Pathé, GQ 2044)
- 1957 - I tre cumpari/Armen's theme (Pathé, GQ 2046)
- 1957 - Buon Natale, amore/Torero (Pathé, GQ 2047)

#### Renato Carosone e il suo pianoforte Oscar
- 1956 - Il gattino sulla tastiera/Boogie woogie italiano (Pathé, GQ 2023)

#### Renato Carosone e il suo Sestetto
- 1958 - Colonel Bogey/Magic Moments (Pathé, GQ 2056)
- 1958 - Magic moments/Mama guitar (Pathé, GQ 2057)
- 10 maggio 1958 - 'O sarracino/Colonel Bogey (Pathé, GQ 2058)
- 1958 - Amor di pastorello/A tisket a tasket (Pathé, GQ 2060)
- 1958 - Mama guitar/Allegro motivetto (Pathé, GQ 2061)
- 1958 - 'O sarracino/Caravan petrol (Pathé, GQ 2064)
- 1959 - Oh! What a night!/Oh Susanna (Pathé, GQ 2069)
- 1959 - Mo vene Natale/Buon Natale amore (Pathé, GQ 2070)
- 1958 - 'O mafiuso/Bernardine (Stereo, CS 10000/F)
- 1958 - 'O mafiuso/Tre guagliune e nu mandolino (Stereo, CS 0.001/H)
- 1958 - I pescatori di perle (mi par d'udire ancora)/Tre guaglione e 'nu mandolino (Stereo, CS 10001/F)
- 1958 - Rusticanella/Atene (Stereo, CS 10002/F)
- 1958 - Giacca rossa ('e russetto)/Nenè e Pepè (Stereo, CS 0.003/H - CS 10003/F)
- 1958 - Bernardine/Atene (Stereo, CS 0.004/H)
- 1958 - Nené e Pepè/Palla e Pallino (Stereo, CS 0.005/H - CS 10003/F). In copertina il 45 giri viene chiamato Cantanapoli.
- 16 aprile 1959 - Lassame sta'/Baby rock (Stereo, CS 10.006)
- 1959 - Cow-boy/Buon dì (Stereo, CS 10.007)
- 1959 - 'O pellirossa/Baby rock (Stereo, CS 0.008/H - CS 10008/F)
- 1959 - Suttanella e cazunciello/Napulione 'e Napule (Stereo, CS 0.009/H - CS 10009/F)

#### Renato Carosone
- Aprile 1963 - Nera nera/Vita mia (Ri-Fi, RFN NP 16024)
- Aprile 1963 - Camping love/Caino e Abele (Ri-Fi, RFN NP 16025)
- 1976 - Il barbiere di Siviglia (una voce poco fa)/Triki-trak (Ricordi, SRL 10821)
- 1977 - Guapparia/Caino e Abele (RCA Italiana, PB 6039)
- 1982 - Io tengo n'appartamento/C'aimma fa' (Lettera A, LTA 76005)
- 1988 - I magnifici due/Improvvisamente (Lettera A, LTA 76011)
- 1989 - 'Na canzuncella doce doce/Speranzella (Easy Records Italiana, SP 1877)

### EP

#### Renato Carosone e il suo Quartetto
- Gennaio 1955 - Johnny Guitar/Il piccolo montanaro/La pansè/Yes sir, that's my baby (Pathé, EGQ 508)
- Dicembre 1955 - Ciribiribin/Tani/Pianofortissimo/Rapsodia svedese (Pathé, EGQ 514)
- Dicembre 1955 - Carlotta/La donna riccia/Scapricciatiello/Maruzzella (Pathé, EGQ 515)
- 1955 - Mambo italiano (Pathé, EGQ 517)
- 1955 - Blues/Rock Around The Clock/Giuvanne cu a chitarra/Ricordate Marcellino? (Pathé, EGQ 518)
- 1956 - In un mercato persiano (Pathé, EGQ 520)
- 16 novembre 1956 - Guaglione/'e spingole frangese/Vino vino/T'è piaciuta (Pathé, EGQ 528)
- 11 settembre 1956 - Canta Napoli (Pathé, EGQ 529)

#### Renato Carosone e il suo Sestetto
- 13 dicembre 1956 - 'O suspiro/Tu vuò fa' l'americano/Buonanotte/Piccerella (Pathé, EGQ 530)
- 2 aprile 1957 - Serenatella sciuè sciuè/Tu vuo' fa' l'americano/Mamma Rosa/Il pericolo n.1 (Pathé, EGQ 534)
- 19 aprile 1957 - Chella llà/Amaramente/'O suspiro/Que serà, serà (Whatever will be will be) (Pathé, EGQ 535)
- 5 giugno 1957 - Lazzarella/Storta va... deritta vene!/L'hai voluto te!/'A casciaforte (Pathé, EGQ 536)
- 11 novembre 1957 - Cantanapoli 3 (Pathé, EGQ 540)
- 12 novembre 1957 - Piccolissima serenata/Armen's theme/'A Sunnambula/Lazzarella (Pathé, EGQ 541)
- 19 maggio 1958 - Carosone sul fiume Kwai (Pathé, EGQ 542)
- 1958 - Giacca rossa ('e russetto) (Stereo, CS 20.000/E)
- 1958 - Bernardine (Stereo, CS 20.001/E)
- 1959 - 'O pellirossa/Cow-boy/Napulione 'e Napule/Baby rock (Stereo, CS 20.002/E)

### Album

#### Renato Carosone e il suo Quartetto
- 14 dicembre 1954 - Carosello Carosone (Pathé, QAT 6003)
- 21 maggio 1955 - Carosello Carosone n. 2 (Pathé, QAT 6008)
- 22 dicembre 1955 - Carosello Carosone n. 3 (Pathé, QAT 6011)
- 11 ottobre 1956 - Carosello Carosone n. 4 (Pathé, QAT 6013)

#### Renato Carosone e il suo Sestetto
- 1º aprile 1957 - Carosello Carosone n. 5 (Pathé, QAT 6015)
- 11 novembre 1957 - Carosello Carosone n. 6 (Pathé, QAT 6016)
- 1958 - Carosello Carosone n. 7 (Pathé, QAT 6017)
- 20 novembre 1958 - Carovana Carosone A (Stereo, CS 30.000)

#### Renato Carosone
- 1958 - Blue Italian Skies (Pathé, MTX 102)
- 1959 - Renato Carosone! (Pathé, MTX 103)
- 1960 - Carnevale Carosone (Pathé, MTX 106)
- 1974 - Pianofortissimamente (Ricordi, SMRL 6192)
- 1975 - Carosone '75. Dal vivo alla Bussola (CBS, 69164)
- 1982 - Renato Carosone '82 (Lettera A, LTA 76701)
- 1982 - Sempre (Lettera A, LTA 76702)
- 1982 - Renato Carosone Collection (Lettera A, LTA 77401)
- 1989 - 'Na canzuncella doce doce (Easy Records Italiana, TLPX 221)
- 2002 - Tributo a Renato (Lettera A, 100119)
- 2003 - In concerto (Lettera A, 100133-100553)
- 2003 - Il mio pianoforte (Lettera A, 100699)

## Filmografia
- Maruzzella, regia di Luigi Capuano (1956)
- Totò, Peppino e le fanatiche, regia di Mario Mattoli (1958)
- Caravan petrol, regia di Mario Amendola (1960)

Doppiatori italiani
- Aldo Giuffrè in Maruzzella

## Varietà televisivi Rai
- Ti conosco mascherina, galleria di tipi di Carlo Manzoni, Marcello Marchesi, Vittorio Metz, Giovanni Mosca e Vincenzo Rovi, complesso di Renato Carosone, regia di Vito Molinari, trasmesso novembre dicembre 1955

### Pubblicità
Nel 1959 Renato Carosone partecipò con il suo complesso (inclusi Van Wood e Gegè Di Giacomo), alla rubrica pubblicitaria televisiva di Rai1 Carosello, pubblicizzando il dentifricio Binaca della Ciba.

## Varietà radiofonici Rai
- Dallo Shaker Club, di Napoli programma musicale con il Trio Carosone, trasmesso il 4 maggio 1950
- Dall'Open Gate, di Roma, programma musicale con il Trio Carosone, trasmesso il 22 febbraio 1951
- Il romanzo d'appendice di Carosone e il suo Trio, varietà narrato da Umberto Simonetta e Guglielmo Zucconi, trasmesso il 7 settembre 1953
- Scampoli, varietà con Nino Taranto e il complesso di Renato Carosone, trasmesso il 11 agosto 1955.
- Giuoco e fuori giuoco, Un po' d'allegria con Renato Carosone, trasmesso il 18 aprile 1956.
- Fermo posta, varietà di Guglielmo Zucconi e Umberto Simonetta, complesso di Renato Carosone, regia di Giulio Scarnicci, maggio giugno 1956.

### Biografico
- Carosone Carosello (2021) regia di Lucio Pellegrini prodotto dalla Rai.